# Beitar Tel Aviv
Maillots
Le Beitar Tel Aviv Football Club (en hébreu : מועדון כדורגל בית"ר תל אביב), plus couramment abrégé en Beitar Tel Aviv, est un ancien club israélien de football fondé en 1934 et disparu en 2000, et basé dans la ville de Tel-Aviv.

## Histoire
Le club est fondé en 1934 en tant qu'équipe de jeunes mais s'inscrit très rapidement dans des compétitions seniors. Le premier titre survient six ans plus tard, en 1940, avec la victoire en Coupe de Palestine, en battant le Maccabi Tel-Aviv sur le score de 3 buts à 1. Deux ans plus tard, le Beitar gagne à nouveau la Coupe, sur un score qui reste aujourd'hui encore un record, puisqu'il bat le Maccabi Haïfa 12 à 1. 
En 1947, le club dispute à nouveau la finale de Coupe mais le match est abandonné sur le score de 3-2 pour le Maccabi Tel-Aviv, qui est par la suite désigné vainqueur sur le score de 3-0.
Le Beitar Tel Aviv est l'un des clubs fondateurs du Championnat d'Israël, fondé en 1949, en terminant la saison inaugurale à la 6e place sur 13 équipes engagées. Malgré une place d'avant-dernier obtenue à l'issue de la saison 1953-1954, le club évite la relégation grâce à la décision de la fédération d'élargir le championnat à 14 équipes. La saison suivante, le club réussit une belle performance en terminant à la 5e place, avec dans ses rangs le meilleur buteur du championnat, Nisim Elmaliah et ses 30 buts inscrits. À l'issue de la saison 1955-1956, malgré une place en milieu de tableau, le Beitar est à nouveau à l'honneur avec les deux meilleurs buteurs, Avraham Levi et Michael Michaelov, auteurs de 16 buts chacun,
En 1960-1961, le Beitar termine dernier du classement et est donc relégué en Liga Atef. Il reste en deuxième division jusqu'en 1964, où il retrouve l'élite en remportant le titre en D2. Le retour en D1 est difficile avec une place d'avant-dernier et finalement une nouvelle relégation à la fin de la saison 1966. Le club va rester dans l'antichambre de l'élite pendant trois saisons et est promu à l'issue d'un nouveau titre de champion de deuxième division.
Le club atteint pour la quatrième fois de son histoire en 1977 mais est battu par le Maccabi Tel-Aviv sur le score de 1 à 0. Après plusieurs années terminées dans le milieu de tableau, le début des années 1980 voit le club osciller entre première et deuxième division. Relégué en 1980, puis promu la saison suivante, le Beitar est à nouveau relégué en 1982 puis une fois encore promu en 1983. Deux ans plus tard, le club est relégué et remonte dès la saison suivante.
La saison 1988-1989 voit le club réaliser une belle performance, puisqu'il finit à la 4e place du championnat. Ce résultat est encore amélioré deux ans plus tard, avec une place sur la 3e marche du podium.
Une nouvelle fois, le club retombe dans ses travers et alterne descentes et promotions entre 1993 et 1996. L'édition 1995-1996 est la dernière saison du club en première division. Deux ans plus tard, en 1998, le Beitar est même relégué pour la première fois de son histoire en troisième division. La saison suivante, la fusion du club avec le Shimshon Tel-Aviv sonne la disparition du club, pour former le Beitar Shimshon Tel-Aviv.

## Palmarès
| \| - Coupe d'Israël[2] (2) : - Vainqueur : 1940 et 1942. - Finaliste : 1947 et 1976-77. - Championnat d'Israël D2 (5) : - Champion : 1939, 1963-64, 1967-68, 1980-81 et 1982-83. \| \| - Coupe de la Ligue D2[3] (1) : - Vainqueur : 1993-94. \| |  |                                                     |
| - Coupe d'Israël (2) : - Vainqueur : 1940 et 1942. - Finaliste : 1947 et 1976-77. - Championnat d'Israël D2 (5) : - Champion : 1939, 1963-64, 1967-68, 1980-81 et 1982-83.                                                                       |  | - Coupe de la Ligue D2 (1) : - Vainqueur : 1993-94. |

## Personnalités du club

### Entraîneurs
| - Mordechai Spiegler (1980—1982) - Itzhak Shum (1990–1991) | - Avi Cohen (1992–1993) - Raymond Atteveld |

### Grands joueurs
| - Giora Spiegel - Mordechai Spiegler - Shmuel Rosenthal | - Moshe Romano - Bonni Ginzburg |

### Traduction
- (en) Cet article est partiellement ou en totalité issu de l’article de Wikipédia en anglais intitulé « Beitar Tel Aviv F.C. » (voir la liste des auteurs).